# Мышевидные сони
Мышевидные сони (лат. Myomimus) — род грызунов семейства соневые.

## Описание
Тело со спины песчано-охристое или буровато-серое длиной от 79 до 112 мм, и длиной хвоста 53–67 мм. Брюшная сторона тела светлая. Вдоль спины проходит тёмная полоса. Хвост покрыт короткими редкими волосками, в отличие от других сонь, хвост у которых хвост пушистый. В год развивается одно поколение. Эврифаги, но предпочитают пищу растительного происхождения. Активность ночная. Встречаются в каменистых местообитаниях с кустарниковой растительностью.

## Классификация
Включает три современных и семь ископаемых видов:
- Копетдагская мышевидная соня (Myomimus personatus), или мышевидная соня живёт в горах на северо-востоке Ирана, Южном Казахстане и Западном Афганистане,
- Болгарская мышевидная соня (Myomimus roachi) обитает на юго-востоке Балканского полуострова и на северо-западе Турции,
- Иранская мышевидная соня (Myomimus setzeri) встречается в горах восточной Турции, на юге Армении и на северо-западе Ирана.

## Кариотип
В диплоидном наборе 22 пары хромосом

## Распространение
Современный ареал охватывает Иранское нагорье, Малую Азию и восток Балканского полуострова.

## Палеонтология
В ископаемом состоянии представители рода известны с позднего миоцена от южной Европы до Внутренней Монголии.